# Lorenzo Tio senior
Lorenzo Augustine Tio senior (* 1867 in Mexiko; † 1908 in Jackson (Mississippi)) war ein US-amerikanischer Klarinettist des New Orleans Jazz.
Er war der Bruder des Klarinettisten Luis Tio (oder Louis, Papa Tio, 1862–1922) und Vater von Lorenzo Tio junior. Tio studierte am Konservatorium in Mexiko-Stadt und zog 1885 nach New Orleans  in einer mexikanischen Band anlässlich der Cotton Exposition. So die traditionelle Überlieferung, was aber von anderen bezweifelt wird (die Erinnerungen von Zeitzeugen im Jazz Archiv der Tulane University widersprechen sich in vieler Hinsicht). Die Eltern der Tios wanderten um 1860 von Louisiana nach Mexiko aus (vielleicht auch schon früher). 1878 kam die Familie zurück nach New Orleans.  In New Orleans spielte Tio in der Excelsior Brass Band Klarinette und Es-Klarinette. 1888/89 gründete er ein Tanzorchester mit Anthony Dublais (oder Doublet), das bis etwa 1892 bestand, und spielte 1897 im Lyre Club Symphony Orchestra. 1898 war er auf Tour mit den Oliver Scott Minstrells (es soll Aufnahmen gegeben haben, die aber nicht erhalten sind) und er tourte auch mit anderen Shows. Er spielte noch bis 1906 in der Excelsior Band. In diesem Jahr zog er nach Jackson und scheint nicht mehr gespielt zu haben.
Alle drei Tios galten als Meister ihres Instruments im damaligen New Orleans und waren als Lehrer begehrt (Lorenzo Tio Sr. unterrichtete unter anderem – neben seinem Sohn – Louis Big Eye Nelson). Dabei erhielt Lorenzo Tio Senior selbst auch Unterricht von seinem Bruder Luis. Sie gehörten der kreolischen Bevölkerung von New Orleans an und waren wahrscheinlich von Haus aus dreisprachig (spanisch, englisch, französisch).